# I coltelli del vendicatore
I coltelli del vendicatore è un film del 1966 diretto da Mario Bava.

## Trama
Una donna di nome Karen e suo figlio Moki chiedono il loro destino ad una strega su una spiaggia. Le viene detto che suo marito Harald non è morto e che arriverà prima dell'inverno, ma un grande pericolo incombe su di loro: li invita perciò a fuggire. Il perfido Hagen, infatti, convinto della morte del re Harald, è sulle loro tracce. Di lì a poco Hagen arriva dalla strega e le chiede dove si è nascosta Karen. La strega non glielo dice e anzi gli profetizza la sua morte e che chi lo ucciderà è già in cammino. A casa di Karen, sopraggiunge uno straniero, il quale chiede ospitalità ma lei rifiuta. Poco dopo arrivano gli uomini di Hagen e vogliono catturarla, ma lo straniero ritorna sui suoi passi e li uccide. Grazie a questo fatto rimane con loro, insegna a tirare con l'arco e con i coltelli a Moki. Ben presto lo straniero chiede a Karen perché viva lì tutta sola e lei gli spiega tutto, ma quando gli dice che è la moglie di Harald, lui si agita nervosamente.
Tutto era iniziato il giorno delle loro nozze, quando Hagen arriva al matrimonio con la testa mozzata di due nemici; si scopre però, che ha ucciso degli alleati, che erano sudditi di Ator. Il re lo maledice e dice ad Hagen di andarsene; Ator si vendica e mette a ferro e fuoco il villaggio. In verità lo straniero capitato nella casa di Karen altro non è se non Ator, che è in cerca del vero traditore, cioè Hagen. Anche Harald però ha maledetto Ator, dopo l'assedio al villaggio. Tre uomini di Hagen vanno a casa di Karen, dicendole che il loro capo la vuole in sposa, ma Ator ancora una volta salva la situazione. I tre colpiti da Ator raccontano tutto ad Hagen, che per tutta risposta ne uccide uno. Ator scende al villaggio e nella locanda litiga con gli uomini di Hagen; durante la zuffa uno degli scagnozzi vede un tatuaggio, raffigurante il disco del sole. Quando racconta questo dettaglio ad Hagen, quest'ultimo capisce che si tratta di Ator.
Di lì a qualche giorno Ator torna alla locanda e trova Hagen; gli dice che lo ha aspettato per dodici anni e durante il combattimento lo colpisce sul petto con un coltello ma Hagen si è messo una corazza e si salva disperdendosi nella notte. Intanto Harald è ritornato sano e salvo e, giunto alla locanda, viene a sapere che Hagen vuole diventare re e trova Ator. Quest'ultimo gli vuole spiegare tutto ma Harald non sente ragioni e iniziano a combattere; vince Ator ma non lo uccide e Karen li avverte che Moki è stato rapito. Ator parte da solo e Karen spiega tutto ad Harald, che si mette in cerca anche lui. Harald trova Moki, ma arriva Hagen che gli dice di fargli trovare entro il tramonto una nave con un carico d'oro pari al peso del figlio se lo vuole rivedere vivo. Intanto anche Ator è arrivato nella grotta dove è prigioniero il ragazzo e, grazie ad una disattenzione di Hagen, Moki riesce a liberarsi e Ator uccide il terribile Hagen con i coltelli. Mochi può così riabbracciare suo padre, mentre Ator se ne va via da solo.

## Distribuzioni della pellicola
- Uscita in Italia : 30 maggio 1966
- Uscita in Francia : 7 dicembre 1966
- Uscita negli USA : gennaio 1968